# Caicos
Caicos Islands – grupa wysp we wschodniej części  archipelagu Bahamy na Oceanie Atlantyckim, wraz z odległymi o około 40 km na południowy wschód wyspami Turks wchodzi w skład brytyjskiej kolonii Turks i Caicos.
Należące do Karaibów wyspy to obszar pochodzenia rafowego, cechujący się wybitnie nizinną rzeźbą terenu. Panuje na nich klimat podzwrotnikowy, morski, na który wpływ mają pasaty wiejące z północnego wschodu. Częste są cyklony. Wyspy cechują się bardzo ubogimi zasobami wód powierzchniowych. Porasta je roślinność sawannowa i palmy, charakterystyczne dla tych rejonów świata. Świat zwierząt, głównie gatunki morskie, należy do antylskiej krainy neotropikalnej. Gospodarka oparta jest na rolnictwie (głównie uprawa agawy sizalowej i kukurydzy), rybołówstwie i obsłudze ruchu turystycznego. Główne miasto to Kew.
Największe wyspy:
- North Caicos
- Middle Caicos
- East Caicos
- Providenciales
- West Caicos
- South Caicos